# انقلاب رنگی

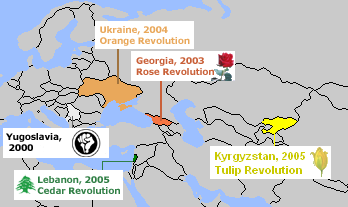
نقشه انقلاب‌های رنگی از سال ۲۰۰۰ تا ۲۰۰۵

انقلاب رنگی یا انقلاب رنگین اصطلاحی است که از حدود سال ۲۰۰۴ توسط رسانه‌های جهانی برای توصیف انواع مختلف جنبش‌های اعتراضی ضدرژیم همراه با (تلاش برای یا دستیابی به) تغییرات در دولت که در اوراسیای پساشوروی و یوگسلاوی در اوایل سده ۲۱ رخ داد. این اصطلاح همچنین به‌طور گسترده‌تری در مورد چندین انقلاب دیگر در جاهای دیگر از جمله در خاورمیانه، آسیا-اقیانوسیه و امریکای جنوبی از اواخر دهه ۱۹۸۰ تا ۲۰۲۰ استفاده می‌شود. برخی از صاحب‌نظران (مانند جاستین ریماندو و مایکل لیند) این وقایع را موج انقلابی نامیدند که ریشه‌های آن به انقلاب قدرت مردم (یا «انقلاب زرد») ۱۹۸۶ در فیلیپین بازمی‌گردد.
برخی از این جنبش‌ها تا اندازه‌ای موفقیت داشته‌اند؛ مانند یورومیدان اوکراین از نوامبر ۲۰۱۳ تا ۲۰۱۴ که منجر به برکناری رئیس‌جمهور طرفدار روسیه ویکتور یانوکوویچ شد یا در اوایل دهه ۲۰۰۰ انقلاب بولدوزر جمهوری فدرال یوگسلاوی (۲۰۰۰)، انقلاب گل رز گرجستان (۲۰۰۳)، انقلاب نارنجی اوکراین (۲۰۰۴) و انقلاب گل لاله قرقیزستان (۲۰۰۵). در بسیاری ازموارد، بیشتر اعتراضات خیابانی به دنبال انتخابات مورد مناقشه یا خواسته برای انتخابات عادلانه بود. این تظاهرات منجر به استعفا یا سرنگونی رهبرانی شدند که از نظر مخالفان خود به عنوان اقتدارگرا شناخته می‌شدند. برخی از رویدادها «انقلاب‌های رنگی» نامیده شده‌اند اما در برخی از خصوصیات اساسی از موارد فوق متفاوت هستند؛ از جمله انقلاب سدر لبنان (۲۰۰۵) و انقلاب آبی کویت (۲۰۰۵).
روسیه، چین و ویتنام این دیدگاه را به اشتراک می‌گذارند که انقلاب‌های رنگی «محصول دسیسه‌های ایالات متحده و دیگر قدرت‌های غربی» و تهدیدی حیاتی برای امنیت عمومی و ملی این کشورها هستند.

## پیشینه
پس از پایان جنگ سرد و فروپاشی بلوک شرق، کشورهای بلوک یادشده با خروج از چیرگی کمونیسم دچار حکومت‌های اقتدارگرا شدند، چنین کشورهایی نخستین هدف انقلاب‌های رنگی واقع شدند.

## خصوصیات
تمامی دگرگونی‌های سیاسی که از آن‌ها با نام انقلاب‌های رنگین یاد می‌شود، واجد ویژگی‌های پیوسته و همگون در علل و شکل تحولات می‌باشند، نظیر:
1. همگی آن‌ها به جز قرقیزستان بدون استفاده از ابزارهای خشونت‌آمیز و طی راهپیمایی خیابانی به پیروزی رسیدند.
2. جریانات ضدکمونیستی در اروپای مرکزی و اروپای شرقی تأثیرگذار بر این انقلاب‌ها بودند.
3. دلیل اصلی وقوع انقلاب وجود خصوصیاتی چون فقدان چرخش نخبگان، ناکارآمدی در حل مشکلات عمومی و عدم مقبولیت عمومی حکومت وقت بود و جرقه انقلاب به دنبال بروز خطایی از سوی حکومت، نظیر تقلب در انتخابات روشن شده بود.

## انقلاب‌های رنگی
- انقلاب پنجم اکتبر، در ۵ اکتبر ۲۰۰۰ (میلادی) اسلودان میلوشوویچ رئیس‌جمهور وقت صربستان در میان تظاهرات و اعتراضات صدها هزار نفر در بلگراد مجبور به استعفا شد.[۸]
- انقلاب گل سرخ:پس از تقلب گسترده در انتخابات پارلمانی گرجستان در سال ۲۰۰۳ (میلادی)، اعتراضات عمده مخالفین ادوارد شواردنادزه به رهبری میخیل ساآکاشویلی آغاز شد و در ۲۳ نوامبر همان سال منجر به کناره‌گیری شواردنادزه از قدرت و آغاز حکومت ساکاشویلی (بالقب دن کیشوت گرجستان) شد.[۹]
- انقلاب نارنجی:مسموم شدن ویکتور یوشچنکو در جریان مبارزات انتخاباتی چهارمین دوره انتخابات ریاست جمهوری اوکراین در سال ۲۰۰۴ (میلادی) و احتمال دست داشتن ویکتور یانوکوویچ رقیب سرسخت یوشچنکو در این قضیه آتش انقلاب نارنجی اوکراین را برافروخت، پس از ۶ روز تظاهرات حامیان یوشچنکو پارلمان این کشور نتیجه انتخابات را (که یانوکوویچ نامزد مورد حمایت روسیه را برنده اعلام می‌کرد) مخدوش و ملغی اعلام کرد و با برگزاری دوباره انتخابات ویکتور یوشچنکو با کسب ۵۲ درصد آرا قدرت را در دست گرفت.[۱۰]
- انقلاب گل لاله، انتخابات پارلمانی ۲۷ فوریه ۲۰۰۵ (میلادی) در قرقیزستان پس از تعطیلی برخی روزنامه‌ها و ایستگاه‌های رادیویی مخالفین انجام گرفت که در جریان آن حامیان عسگر آقایف به پیروزی چشمگیر و قاطعی دست یافتند، در پایان دور دوم رای‌گیری در ۱۳ مارس سازمان امنیت و همکاری اروپا روند انتخابات را با نقایص فراوان توصیف کرد در حالی که سازمان دولت‌های همسود (نزدیک به روسیه) رای‌گیری را آزادانه خواند.[۱۱] نخستین اعتراضات به روند برگزاری انتخابات از شهرهای جنوبی کشور آغاز شد، ۲۱ مارس ۲۰۰۵ آقایف تحت فشار افکار عمومی دستور بررسی تخلفات احتمالی را صادر کرد و در روز ۲۴ مارس در جریان نخستین راهپیمایی بزرگ مردمی در بیشکک (پایتخت)، دولت با حمله مردم به ساختمان اصلی‌اش سرنگون شد و آقایف به همراه خانواده‌اش با یک بالگرد به قزاقستان و سپس به روسیه گریختند و انقلاب گل لاله که به واسطه وقوع‌اش در فصل بهار این عنوان را بر خود داشت به پیروزی رسید.[۱۱]

## واکنش دیگر کشورها

### واکنش ایران
رخداد انقلاب‌های رنگی در کشورهای شوروی سابق به شدت دستگاه اطلاعاتی و تبلیغاتی حکومت ایران را حساس کرده و نسبت به زیر نظر گرفتن فعالیت‌های مسالمت آمیز در سطح جامعه بهانه به دستش داده‌است.
حکومت ایران طی سال‌های گذشته دستگیری‌هایی در میان استادان دانشگاه، ایرانیان مقیم آمریکا که با داخل ارتباط داشته‌اند صورت داده و ضمن بازداشت چندین ماهه، آنان را به اتهام تلاش برای انقلاب مخملی محاکمه کرده‌است.
هاله اسفندیاری، کیان تاجبخش، رامین جهانبگلو، برادران علایی و… از جمله افرادی بودند که به اتهام تلاش برای راه اندازی انقلاب مخملی بازداشت و پس از حاضر شدن در برابر دوربین‌های صداو سیما و بیان اعتراف تلویزیونی آزاد شدند. صداو سیمای جمهوری اسلامی با میکس کردن اعترافات نسبت داده شده برنامه‌ای با عنوان «به نام دموکراسی» پخش کرد.
صداو سیما، روزنامه کیهان و سایر رسانه‌های تحت کنترل محافظه کاران همچنین عده بیشتری از روشنفکران ایران و فعالان اجتماعی، دانشجویان و طرفداران حقوق زنان را به تلاش برای انقلاب مخملی متهم می‌کنند.
با همین رویکرد اعتراضات به انتخابات ریاست‌جمهوری ایران (۱۳۸۸) که به جنبش سبز مشهور شد، از سوی دستگاه‌های امنیتی و تبلیغاتی جمهوری اسلامی، تلاش برای «براندازی نرم» و انقلاب مخملین نام گرفت.